# Héctor Baley
Héctor Baley (ur. 16 listopada 1950 w San Nicolás de Los Arroyos) – argentyński piłkarz. Podczas kariery piłkarskiej grał na pozycji bramkarza.
Baley rozpoczynał swoją karierę w 1968 roku, kiedy to podpisał kontrakt z Estudiantes La Plata. Grał tam przez trzy lata, po czym zmienił klub na CA Colón. Tutaj również grał przez okres trzech lat i zdecydował się na przeniesienie do klubu CA Huracán. W 1978 roku Baley po raz kolejny zmienił barwy klubowe, tym razem na CA Independiente, a po trzech latach przeszedł do Talleres Córdoba, gdzie w 1987 roku postanowił zakończyć piłkarską karierę.
Baley grał również dla reprezentacji Argentyny. Wystąpił łącznie w trzynastu spotkaniach. Został powołany na Mistrzostwa Świata 1978 oraz mundial w 1982 roku. Na pierwszym z tych turniejów Argentyńczycy wygrali.